# Xinte Energy
Xinte Energy Company Limited — китайская фотоэлектрическая компания, один из крупнейших в мире производителей сверхчистого поликремния для солнечной энергетики. Также компания производит инверторы, фотоэлектрические пластины и модули, занимается генерацией электроэнергии, строительством и обслуживанием солнечных и ветряных электростанций. 

## История
Компания основана в феврале 2008 года. В 2009 году Xinte Energy первой запустила производство поликремния в Синьцзяне. В декабре 2015 года компания вышла на Гонконгскую фондовую биржу.

## Деятельность
Xinte Energy производит поликремний, порошковый нитрид кремния, коллоидный диоксид кремния, изделия из кремния и графита (включая пластины, материалы для подшипников, теплоизоляционные кольца и защитные трубки), газобетонные блоки.
Производственные мощности Xinte Energy сосредоточены в Синьцзяне и Внутренней Монголии; научно-исследовательские центры расположены в городах Урумчи, Сиань, Сучжоу, Шэньчжэнь и Мюнхен, а также в штате Дэлавер (США).
По итогам 2021 года основные продажи пришлись на поликремний (51,4 %), строительство солнечных и ветряных электростанций (34,5 %), эксплуатацию солнечных и ветряных электростанций (8,3 %). Крупнейшими покупателями поликремния у Xinte являются китайские производители кремниевых пластин и солнечных панелей LONGi, Jinko Solar и JA Solar.

## Акционеры
Основными акционерами Xinte Energy являются TBEA (87,4 %), UBS (5,02 %), The Vanguard Group (3,19 %), Invesco (2,76 %), Dimensional Fund Advisors (2,16 %), Victory Capital Management (1,56 %), Artemis Investment Management (1,45 %) и Manulife Investment Management (1,32 %).